# Mehadji Tidjini
Pas d'image ? Cliquez ici

a Compétitions nationales et continentales officielles uniquement.

b Matchs officiels uniquement.
Dernière mise à jour le 29 avril 2025.

Mehadji Tidjini, né le 13 août 1984 à Oran, est un joueur de rugby à XV algérien et de rugby à XIII évoluant à l'AS Carcassonne XIII, international marocain, au poste de trois-quarts centre. Il a commencé le rugby (rugby à XV) à l'AC Bobigny 93 où il a pu côtoyer Valentin Courrent et Yves Donguy.

## Biographie
En 2009, il marque 2 essais lors de la finale contre le Kenya lors du 2009 Africa Trophy (en).
Après la carrière, il devient éducateur des U14, puis entraîneur des espoirs de l'USC en 2016. Entre 2019 et 2020, il entraîne les  espoirs narbonnais en 2019/2020, avant d'être nommé directeur du centre de formation de l'USC et responsable sportif de l'association.
En novembre 2024, il remplace Jean-Marc Aué et Éric Escribano et gère l'équipe carcassonnaise. En 2025, il est entraîneur des trois-quarts de l’US Carcassonne,.

## Carrière

### Joeur
- AC Bobigny 93 jusqu'en 2003
- Junior RCF 2003-2004
- Racing Métro 92 2004-2007
- FC Auch 2007-2008
- Colomiers rugby 2008-2010
- US Carcassonne 2010-2011
- Rugby Nice Côte d'Azur 2011-2012
- Blagnac 2012-2013
- RC Massy Essonne 2013-2015
- AS Carcassonne XIII 2015-2016

### Entraîneur
- Champion de France de National en 2024-2025 avec l'US Carcassonne[5].

### En sélection nationale
Il est également international avec l’équipe de France -21. Il est international pour le Maroc. Il compte environ quarante capes avec les Lions de l'Atlas,.

## Palmarès

### En club
- Il a joué son premier match en équipe 1 à 20 ans (2003-2004) et fut titulaire durant toute la saison.
- Finaliste du Championnat de France de 1re division fédérale en 2014 avec le RC Massy
- Finaliste du Championnat de France de rugby à XIII en 2016 avec l'AS Carcassonne XIII

### En sélection nationale
- Champion d'Afrique à neuf reprises avec la sélection du Maroc[3]